# Pedro Velarde y Santillán
Pedro Velarde y Santillán (Muriedas, Cantàbria, 19 d'octubre de 1779 – Madrid, 2 de maig de 1808) va ser un militar espanyol, destacat per la seva participació en l'aixecament del 2 de maig de 1808 de la Guerra del Francès.

## Biografia
Pedro Velarde va néixer a Muriedas, al Vall de Camargo (Cantàbria), a la casona-palau dels Velarde (casa-palau que des de 1966 acull el Museu Etnogràfic de Cantàbria).
El 16 d'octubre de 1793, als 14 anys, va ingressar com a cadet al Reial Col·legi d'Artilleria de Segòvia. Va acabar els seus estudis com a número dos de la seva promoció i va rebre un ascens al grau de sotstinent l'11 de gener de 1799. En 1801 va ser destinat a l'exèrcit que operava a Portugal. El 12 de juliol de 1802 va ascendir al grau de tinent i el 6 d'abril de 1804 al de capità. L'1 d'agost d'aquest mateix any va entrar com a professor de l'Acadèmia en la que havia estudiat. Era un autèntic expert en el mesurament de la velocitat dels projectils. Va romandre com a professor fins a l'1 d'agost de 1806, data en què va ser nomenat Secretari de la Junta Superior Econòmica del Cos d'Artilleria, per la qual cosa va haver de traslladar-se a residir a Madrid per estar-hi situat l'Estat Major, càrrec que li permetia disposar de molta informació. Joachim Murat va intentar atreure'l a la causa napoleònica, cosa a la qual Velarde va respondre que "no podia separar-se del servei d'Espanya sense la voluntat expressa del rei, del seu cos i dels seus pares".

### Aixecament del 2 de maig

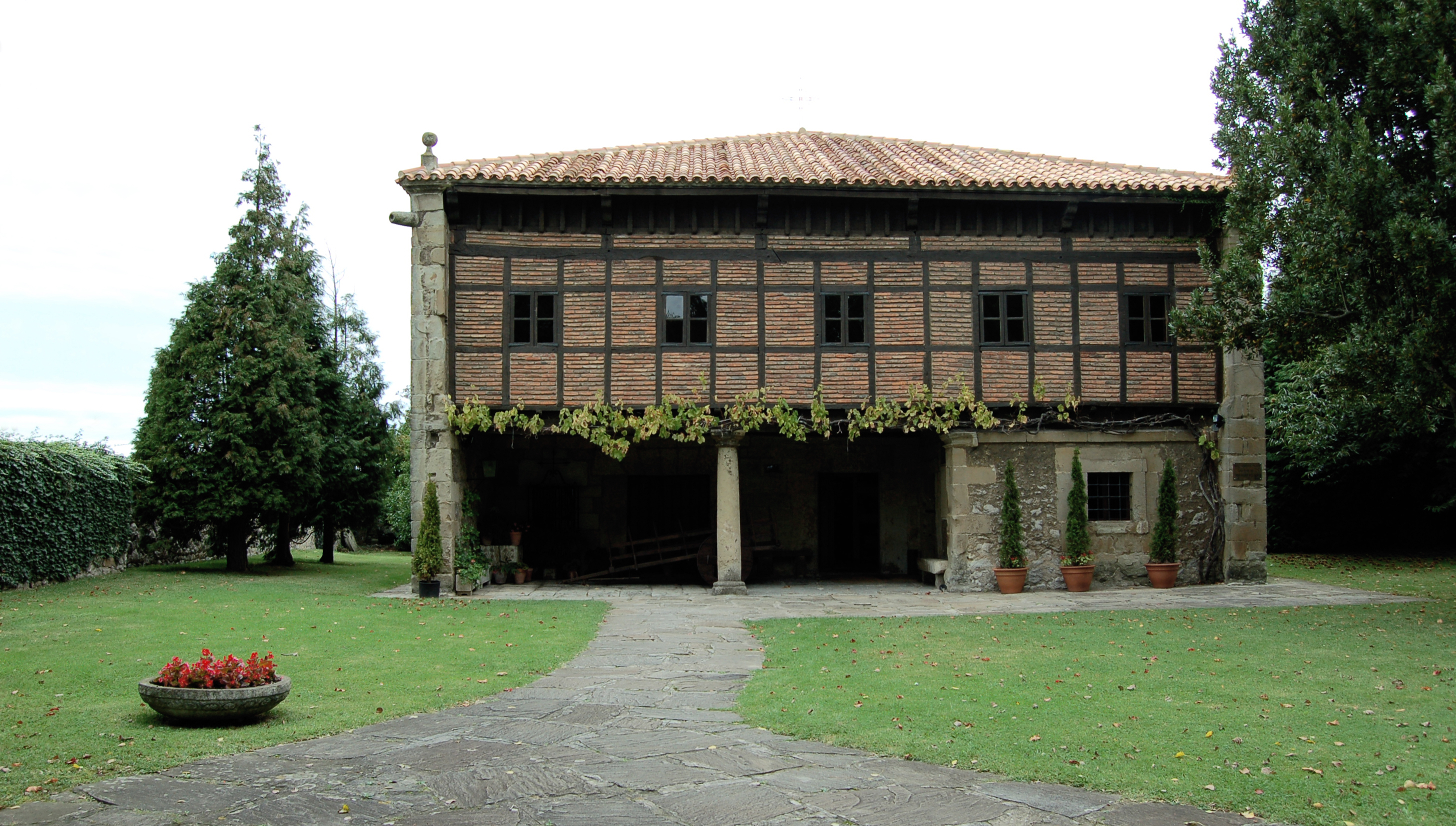
Casona pairal dels Velarde a Muriedas (Cantàbria), lloc de naixement de Pedro Velarde. Actualment és un museu sobre l'etnografia càntabra però té a més una estada dedicada a l'heroi.

Després del fracàs del seu pla d'aixecament general urdit amb Luis Daoíz y Torres, ja en 1808, Velarde va seguir en la seva destinació fins que, en el matí del dos de maig, en escoltar els primers trets, la va abandonar exclamant:
| « | Cal batre'ns; cal morir; anem a batre'ns amb els francesos. | » |

Es va dirigir al Parc d'Artilleria de Monteleón, on va desarmar la guàrdia francesa que vigilava que els espanyols no fabriquessin més munició de la normal, va convèncer a Daoíz que calia donar armes al poble i entre tots dos van preparar la defensa de la caserna.
Quan Daoíz ja havia caigut, Velarde fou ferit mortalment per un tret a tret a boca de canó d'un oficial de la Guàrdia Noble polonesa. Velarde va ser enterrat a l'església de San Martín aquesta mateixa nit al costat de Daoíz i altres soldats espanyols.

## Monuments i homenatges

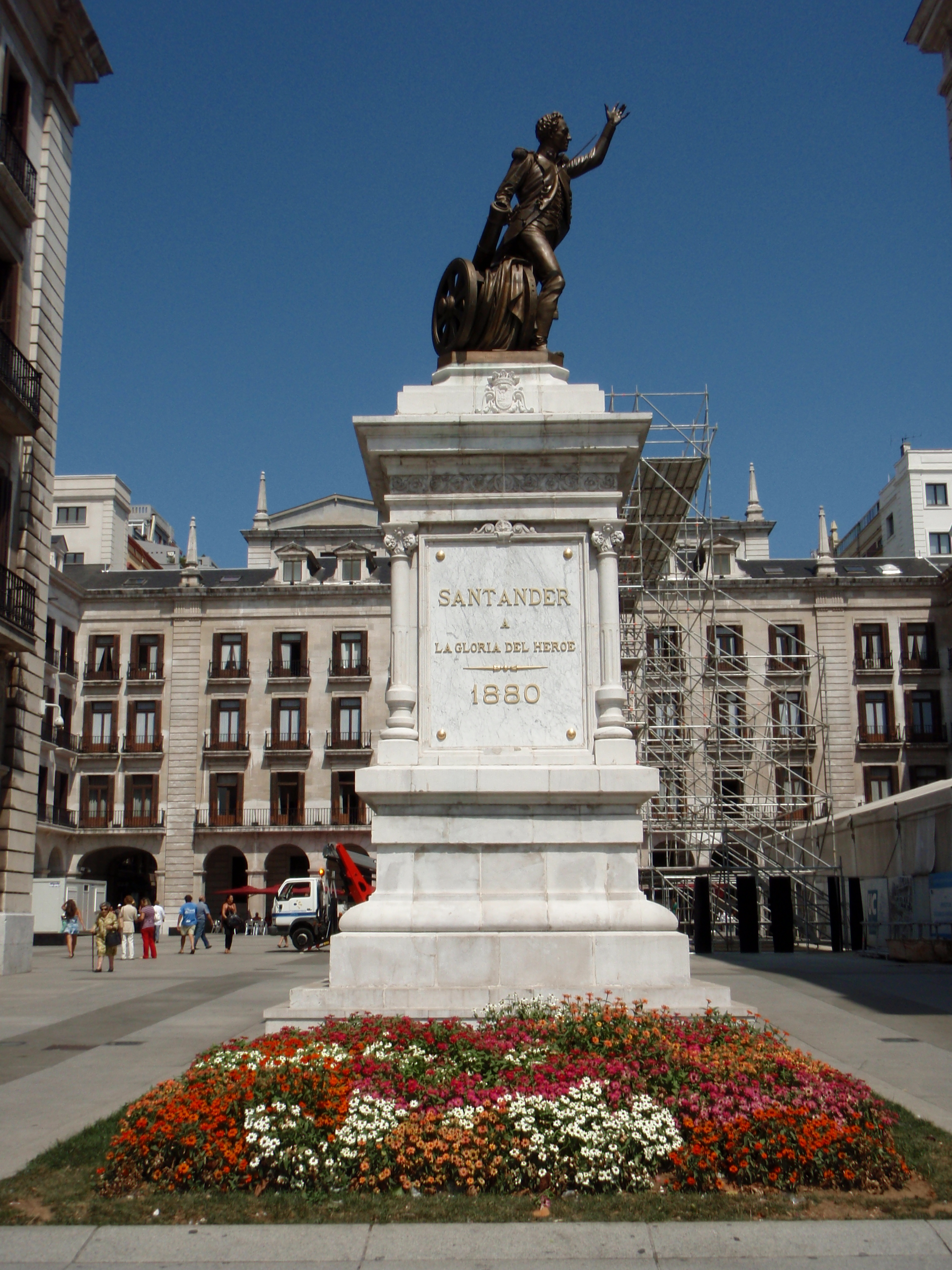
Estàtua erigida en Santander en memòria de Pedro Velarde. A l'estàtua hi ha una inscripció que diu: Santander a la glòria de l'heroi. 1880.

El 2 de maig de 1814, les seves restes van ser traslladades, juntament amb els de Luis Daoíz, a la col·legiata de San Isidro el Real com a homenatge al seu sacrifici. Avui reposen al cenotafi que en el seu honor es va erigir en 1840 en el Monument als herois del Dos de Maig del Passeig del Prado de Madrid. Els dos lleons de bronze que adornen l'entrada principal del Congrés dels Diputats a Madrid, fosos en la Real Fàbrica d'Artilleria de Sevilla, reben els noms de "Daoíz i Velarde" en honor de tots dos militars espanyols. Així mateix cal destacar el monument que en record dels dos principals baluards de la resistència del 2 de maig es va aixecar a la plaça d'accés a l'Alcàsser de Segòvia.
A Santander existeix també una estàtua (43° 27′ 43″ N, 3° 48′ 23″ O / 43.46194°N,3.80639°O) que l'any 2007 va ser renovada i col·locada a l'anomenada plaça Porticada o plaça de Velarde (anteriorment estava als jardins de Pereda), després d'unes obres de condicionament del lloc. En el monument hi ha una inscripció que diu: "Santander a la glòria de l'heroi. 1880".